# Чернина
Чернина, Черніна (словац. Černina) — село в Словаччині, Гуменському окрузі Пряшівського краю. Розташоване в північно—східній частині Словаччини в південній частині Низьких Бескидів в долині притоки Ондави.

## Історія
Давнє лемківське село. Уперше згадується у 1492 році.
У 1880 р. село належало до комітату Шарош, була парафіяльна греко-католицька церква і 481 мешканець.
У селі є римо-католицький костел найсвятішого серця Ісуса з 1969 року.

## Населення
| Рік:            | 1993 | 2003    | 2013    | 2023     |
| --------------- | ---- | ------- | ------- | -------- |
| Кількість осіб: | 211  | 193     | 179     | 148      |
| Різниця:        |      | -8,53 % | -7,25 % | -17,31 % |

| Рік:            | 2022 | 2023    |
| --------------- | ---- | ------- |
| Кількість осіб: | 151  | 148     |
| Різниця:        |      | -1,98 % |

У селі проживає 179 осіб.
Національний склад населення (за даними останнього перепису населення — 2001 року):
- словаки — 100,0 %.

Склад населення за приналежністю до релігії станом на 2001 рік:
- римо-католики — 97,95 %,
- греко-католики — 1,54 %,
- протестанти — 0,51 %.